# Romuald Bartnik
Romuald Andrzej Bartnik (ur. 14 kwietnia 1938 w Łodzi) – polski chemik organik, profesor zwyczajny, dziekan Wydziału Matematyki, Fizyki i Chemii (1981–1984), prorektor Uniwersytetu Łódzkiego (1990–1993), doktor honoris causa Uniwersytetu w Lyonie.

## Życiorys
Absolwent I LO im. M. Kopernika w Łodzi. W latach 1955–1960 studiował na kierunku chemicznym Uniwersytetu Łódzkiego, a następnie do 2010 był nauczycielem akademickim tej uczelni.
W 1969 uzyskał stopień doktora na podstawie rozprawy pt. Badanie reakcji α-izonitrozoketonów z formaldehydem i aminami, wykonanej pod opieką prof. Witolda Hahna. W latach 1973–1974 przez 8 miesięcy był stypendystą rządu francuskiego w Uniwersytecie Claude Bernard. W trakcie tego uzyskał drugi stopień doktorski za badania (azyrydyn i azyrydynokarbinoli. Tematykę tę kontynuował w latach następnych, uzyskując w 1977 stopień doktora habilitowanego. W latach 1977–1978 odbył roczny staż w USA pracując jako research assistant w Clemson University (S.C.). Tytuł profesora nadzwyczajnego otrzymał w 1988.  Od 1 grudnia 1990 profesor zwyczajny.
W latach 1984–2003 był kierownikiem Zakładu Syntezy Organicznej, przekształconego później (1992) w Katedrę Chemii Organicznej i Stosowanej UŁ.
Kilkukrotnie, jako visiting profesor, przebywał we Francji (Lyon, Perpignan) oraz Meksyku (Puebla).
W latach 1978–1981 był prodziekanem, a w latach 1981-1984 dziekanem Wydziału Matematyki, Fizyki i Chemii. W latach 1990–1993 był prorektorem Uniwersytetu Łódzkiego ds studenckich.
W latach 1961–1977, oraz później, współpracował z przemysłem chemicznym i farmaceutycznym.
Jego dorobek naukowy obejmuje ponad 100 publikacji, 45 patentów oraz około 110 komunikatów konferencyjnych i opracowań technologicznych.

## Odznaczenia
Otrzymał Złoty Krzyż Zasługi (1981), Medal Komisji Edukacji Narodowej (1983), Krzyż Kawalerski OOP (1989), Krzyż Oficerski OOP (2003) oraz szereg medali różnych uczelni.